# Люнен
Люнен (на немски: Lünen) е град в Северен Рейн-Вестфалия, Германия, с 84 783 жители (към 31 декември 2014).
През града тече река Липе.